# Le Bon, le Bart et le Loki
Pour plus de détails, voir Fiche technique et Distribution.
Le Bon, le Bart et le Loki (The Good, the Bart, and the Loki) est un court métrage d'animation en 3D américain mettant en vedette Bart Simpson de la série télévisée d'animation Les Simpson et Tom Hiddleston dans le rôle de Loki de la série Loki.

## Synopsis
Odin bannit Loki à Springfield, où il atterrit sur la maison des Simpson. Bart l'invite à entrer et alors qu'ils dînent, Loki bannit Lisa à Asgard. Là-bas, Lisa tombe sur Mjolnir qui lui confère la puissance de Thor. Elle retourne alors à Springfield en compagnie des « Avengers de Springfield » (d'autres citoyens déguisés en différents personnages du Marvel Cinematic Universe) afin d'exiler Loki, qui depuis a échangé son visage avec Bart, entraîner ainsi l'exil de Bart. Plus tard cette nuit, alors qu'il est dans la chambre de Bart, Loki est finalement heureux de faire partie d'une famille normale.
Dans une scène post-crédits, Loki déguisé en Moe Szyslak offre des boissons gratuites aux clients de la Taverne. Dans deux autres, Ralph Wiggum sous les traits de Hulk, écrase Loki de la même manière qu'une scène du film Avengers et Loki se tient devant Ravonna Renslayer à la Time Variance Authority, où elle le déclare coupable de ses divers crimes, comme la traversée de l'univers des Simpson.

## Distribution
- Dan Castellaneta : Homer Simpson et Barney Gumble
- Nancy Cartwright : Bart Simpson et Ralph Wiggum
- Yeardley Smith : Lisa Simpson
- Maurice LaMarche : Odin
- Dawnn Lewis : Ravonna Renslayer
- Tom Hiddleston : Loki